# アクシー号
アクシー号（アクシーごう）は、東京都港区・中央区と千葉県鴨川市を結ぶ高速バス路線である。

## 概要
東京タワー・東京駅八重洲口前と東京湾アクアラインを経て、安房鴨川駅西口・亀田総合病院・パークウェルステイト鴨川の間を約2時間～3時間で結ぶ。途中の木更津金田バスターミナルでは、東雲車庫・羽田空港・成田空港各方面の路線に乗り換えが可能である。
1997年（平成9年）11月に運輸省関東運輸局（当時）に申請し、翌年の1998年（平成10年）3月6日に認可が下り、同月14日より都心と外房方面を結ぶ初の高速バスとして運行が開始された。運行開始後、しばらくは電話予約以外にも、運行会社や広報に関わった鴨川市にも問い合わせが殺到した。
運行開始から1ヶ月後の利用者数は7,769人で、1日あたり約250人と採算ラインをクリアした格好となり、定期便のほかにも臨時便が運行された。
木更津金田バスターミナル - かずさアーク間は首都圏への通勤圏内にあたることに加え、都心部からも亀田病院への通院、鴨川市内に構える大学キャンパス・セミナーハウス（城西国際大学など）への通学、そしてオルカ鴨川FC公式戦の観戦目的での利用客が多い。それにもかかわらず、運行ルートにはカーブが多く、所要時間の長さがネックだったことから、既存ルートとは別の速達便の新設を望む声が高まり、鴨川市長から要望書が提出されたことなどから、2016年（平成28年）6月11日より特急便及び急行便が新設された。
2021年11月1日より一部の便をパークウェルステイト鴨川まで延伸。

## 利用方法
- 下り便（鴨川方面）は、降車時に現金または回数券などで運賃を支払う。2015年（平成27年）11月28日より京成便と日東便で[6]、2016年（平成28年）3月19日より鴨川日東便でPASMOでの運賃支払いがそれぞれ可能となった[7]。但し、他の高速バス路線やリムジンバス路線と同様、バス利用特典サービス（バス特）の対象外である。
  - 木更津金田バスターミナルから乗車の場合は、乗車証明書と合わせて支払う。
- 上り便（東京方面）は、乗車時に乗務員に目的地を申告し、現金または回数券などで運賃を支払う。
  - 東京まで乗車する場合は、運賃精算後に乗車証明書を受け取り、降車時に乗務員に返却する（便により省略の場合がある）。

### 乗車時の注意
台風に伴う暴風、濃霧発生時に東京湾アクアラインが通行止めになった場合や積雪があった場合には、京葉道路または東関東自動車道・館山自動車道などを経由して迂回経路で運行を行う場合がある。この場合、目的地には1時間程度遅れて到着する。
また、基本的に2年に1度開催される「ちばアクアラインマラソン」開催時は、事前告知の上で運休や迂回遅れを予告して対応する。

### 乗車券
2014年（平成26年）12月22日より、鴨川シーワールド入園券とアクシー号1往復分が付いた特別企画乗車券『アクシー&カモシー GOGOチケット』が発売されている。発売額は大人5,500円・中学生4,600円・小人2,750円で、有効期間は発売日から7日間。

## 運行会社
- 日東交通 （鴨川営業所）
- 京成バス （奥戸営業所、新習志野高速営業所、長沼営業所）

### 過去の運行会社
- 鴨川日東バス

## 停車停留所
●東京タワー（一部便）
●東雲車庫（特急便のみ）
●バスターミナル東京八重洲☆
　　　　↓↑
木更津金田バスターミナル☆（乗・降車共通取り扱い）
袖ケ浦バスターミナル（乗・降車共通取り扱い）
　　　　↓↑
○木更津中郷
○木更津総合高校前☆
○暁星国際学園前
○矢那川ダム
○かずさアーク☆
○クルックフィールズ入口
○富崎神社
○小櫃駅前
○俵田
○久留里駅前
○久留里城三の丸跡
○平山
○松丘
○笹（亀山湖入口）
○君津ふるさと物産館
○福祉センター前
○鴨川市役所入口
○安房鴨川駅西口☆
○鴨川シーワールド
○亀田病院
○パークウェルステイト鴨川
- ●印 - 下りは乗車のみ。上りは降車のみ。
- ○印 - 下りは降車のみ。上りは乗車のみ。
- 無印 - 乗車・降車とも可能。
- ☆印 - 高速バスロケーションシステム設置停留所

※袖ケ浦バスターミナル - 木更津金田バスターミナル間の乗降は不可。
亀田病院行きは、折り返し同停留所始発となるか、入線時間までの間は、安房鴨川駅（折り返し始発）あるいは日東交通鴨川営業所まで回送・待機となる。

## 運行回数
- 1日21往復（京成10、日東11）。
  - うち1往復は特急便（「東京駅八重洲口前」 - 「君津ふるさと物産館」間はノンストップ）、1往復は急行便（「かずさアーク」 - 「君津ふるさと物産館」間はノンストップ）。

## 歴史
- 1998年（平成10年）3月14日 - 1日6往復で運行開始。
- 1999年（平成11年）7月1日 - 1日10往復に増便、「君津ふるさと物産館」・「平山」・「小櫃駅前」・「富崎神社」・「高速金田」停留所を新設。
- 2001年（平成13年）8月1日 - 1日16往復に増便、「矢那川ダム」停留所を新設。
- 2004年（平成16年）
  - 9月1日 - 1日20往復に増便。
  - 12月24日　- 「高速金田」停留所を「木更津金田バスターミナル」に改称。
- 2005年（平成17年）7月4日 - 「暁星国際学園前」停留所を新設。
- 2006年（平成18年）10月2日 - 亀田病院まで路線を延長（平日の一部便のみ）。
- 2007年（平成19年）
  - 4月16日 - 「木更津中郷」停留所を新設。同時に「上総経済センター」停留所を「久留里城三の丸跡」に改称。
  - 6月15日 - 「木更津金田バスターミナル」オープン化により、下り便の乗車/上り便の降車ができるようになる。これにより木更津金田バスターミナルで乗り換えて、羽田空港・鴨川・勝浦へ行くことが可能となる。
- 2009年（平成21年）11月1日 - 予約取扱い（電話・インターネット）を廃止。
- 2011年（平成23年）7月1日 - この日より土曜・日曜・祝日も1往復を除く全便が亀田病院まで運行（但し、ゴールデンウィーク、お盆、年末年始を除く）。
- 2013年（平成25年）5月20日 - 経路内の大戸見トンネル（君津市）の点検に伴い、「俵田」 - 「笹」間を房総スカイラインへ迂回運行を実施（同年7月19日まで当該区間は運休）[9][10]。
- 2014年（平成26年）7月23日 - 特別企画乗車券『アクシー&カモシー GOGOチケット』発売開始[8]。
- 2015年（平成27年）
  - 11月28日 - 京成・日東担当便でPASMOを導入[6]。
  - 12月23日 - 経路内の松丘トンネル（君津市）のモルタル崩落による通行止に伴い、「富崎神社」 - 「笹」間を房総スカイラインへ迂回運行を実施（翌年3月17日まで当該区間は運休）[11]。
- 2016年（平成28年）
  - 3月19日 - 鴨川日東担当便でPASMOを導入[7]。
  - 6月11日 - 特急便・急行便を新設[5]。併せて、全便の鴨川側の発着地を亀田病院に統一する[12]。
  - 8月1日 - 袖ケ浦バスターミナルへ新規乗入れ開始。
- 2017年（平成29年）4月1日 - 4往復分を東京タワー発着に変更。
- 2020年（令和2年）
  - 7月16日 - クルックフィールズ入口へ新規乗入れ、袖ヶ浦バスターミナル⇔鴨川方面の乗降開始[13]。
  - 9月15日 - 浜松町バスターミナルへの乗り入れを終了[14]。
- 2021年（令和3年）11月1日 - 一部の便をパークウェルステイト鴨川まで延伸[15]。
- 2022年（令和4年）9月17日 - 「東京駅八重洲口前」停留所を廃止。同日開業のバスターミナル東京八重洲に停留所を新設した上で乗り入れ[16]。
- 2023年（令和5年）10月21日 - クルックフィールズにて、「百年後芸術祭『円都LIVE』」開催に伴い、バスターミナル東京八重洲とクルックフィールズ入口間の臨時直行バスが運行される[17][18][19]。
- 2024年（令和6年）4月20日 - クルックフィールズにて、「百年後芸術祭『super folklore』」開催に伴い4月20日・21日両日のみ臨時直行バス運行[20]。

車両原則として全便、化粧室付きの4列シート車両で運行。